# سفندر
السَّفَنْدَر جنس نباتي ينتشر في جنوب وغرب أوروبا والمشرق العربي والمغرب العربي. يضم 28 نوعًا. كان السفندر يوضع ضمن فصيلته الخاصة (السفندرية)، إلا أن نظام المجموعة الثالثة لعلم تطور سلالات مغطاة البذور وضعه ضمن الهليونية. تنتج أنواعه ثمارها على الأوراق.

## من أنواعهالواطنةفيالوطن العربي
- السفندر تحتي الأوراق (باللاتينية: Ruscus hypophyllum) ينتج ثماره من أسفل الأوراق. في المغرب العربي وإسبانيا وإيطاليا.
- السفندر لامع الظهر أو التزييني (باللاتينية: Ruscus hypoglossum) أوراقه ذات ظهر لامع. في المشرق العربي وتركيا واليونان
- السفندر المدبب (باللاتينية: Ruscus aculeatus) في مناطق الوطن العربي المتوسطية وعموم حوض المتوسط

## من أنواعه الأخرى
- السفندر الثمري (باللاتينية: Ruscus frutescens)
- السفندر الجاسر (باللاتينية: Ruscus ponticus)
- السفندر الجرجاني (باللاتينية: Ruscus hyrcanus)
- السفندر الشبكي (باللاتينية: Ruscus reticulatus)
- السفندر الشوكي (باللاتينية: Ruscus dumosus)
- السفندر الصغير اللامع (باللاتينية: Ruscus microglossus)
- السفندر الضخم (باللاتينية: Ruscus volubilis)
- السفندر الطرفي (باللاتينية: Ruscus terminalis)
- السفندر الطويل (باللاتينية: Ruscus procerus)
- السفندر عريض الأوراق (باللاتينية: Ruscus latifolius)
- السفندر عقدي الأوراق (باللاتينية: Ruscus streptophyllum)
- السفندر العنقودي (باللاتينية: Ruscus racemosus)
- السفندر غاري الأوراق (باللاتينية: Ruscus laurifolius)
- السفندر الغريب (باللاتينية: Ruscus lugubris)
- السفندر اللاحق (باللاتينية: Ruscus laxus)
- السفندر اللحلاحي (باللاتينية: Ruscus colchicus)
- السفندر المتطفل (باللاتينية: Ruscus parasiticus)
- السفندر المنخفض (باللاتينية: Ruscus humilis)